# Assicurazioni Generali

Symbolen för Assicurazioni Generali är hämtad från riket Venedigs flagga, upplöst av Napoleon I tre decennier innan bolaget grundades

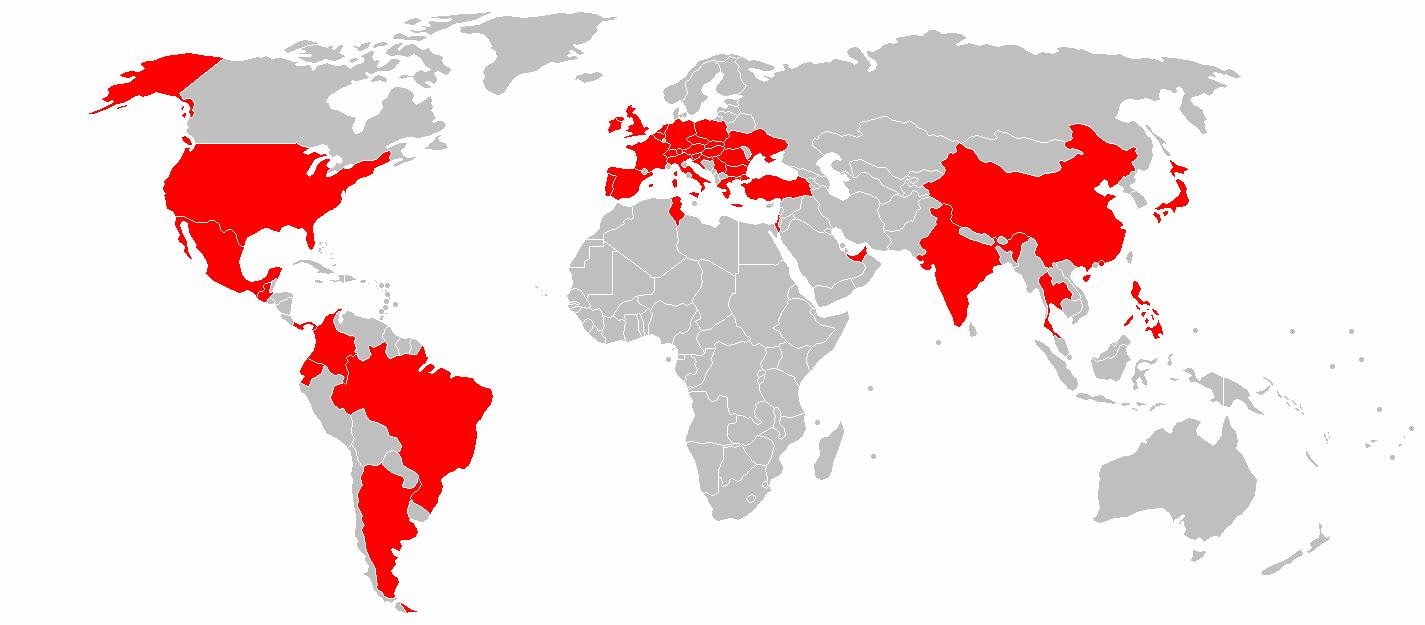
Generalis närvaro i världen.

Associazione Generali S.p.A. är det största livförsäkringsbolaget i Italien och ett av de största i Europa och världen. Bolaget har sitt huvudkontor i Trieste, Italien. Under namnet Imperial Regia Privilegiata Compagnia di Assicurazioni Generali Austro-Italiche, grundades företaget den 26 december 1831. Vid den tidpunkten var Trieste den viktigaste hamnstaden i Österrike-Ungern imperiet, och företaget växte i betydelse och blev ett av de största försäkringsbolagen dels i Italien dels i Centraleuropa.
Idag är Generali främst verksamt i Europa, Mellanöstern och Ostasien, med stora marknadsandelar i Italien, Tyskland (under namnet AMB Generali), Frankrike, Österrike, Serbien, Spanien, Schweiz, Israel, Japan, Kina och Federationen Bosnien och Hercegovina, med sekundär verksamhet i Latinamerika, till exempel i Panama.
Under 2007 var Assicurazioni Generali Group fjärde största försäkringskoncernen i världen mätt per intäkt efter AXA (Frankrike), Allianz (Tyskland), och Berkshire Hathaway (USA). Under 2009 hade de en intäkt på 103,1 miljarder US-dollar.

## Kända anställda
- Franz Kafka jobbade mellan 1 november 1907 och 15 juli 1908 för Assicurazioni Generali vid dess kontor i Prag, Tjeckien.